# Kia Sonet
Kia Sonet – samochód osobowy typu crossover klasy subkompaktowej produkowany pod południowokoreańską marką Kia od 2020 roku.

## Historia i opis modelu

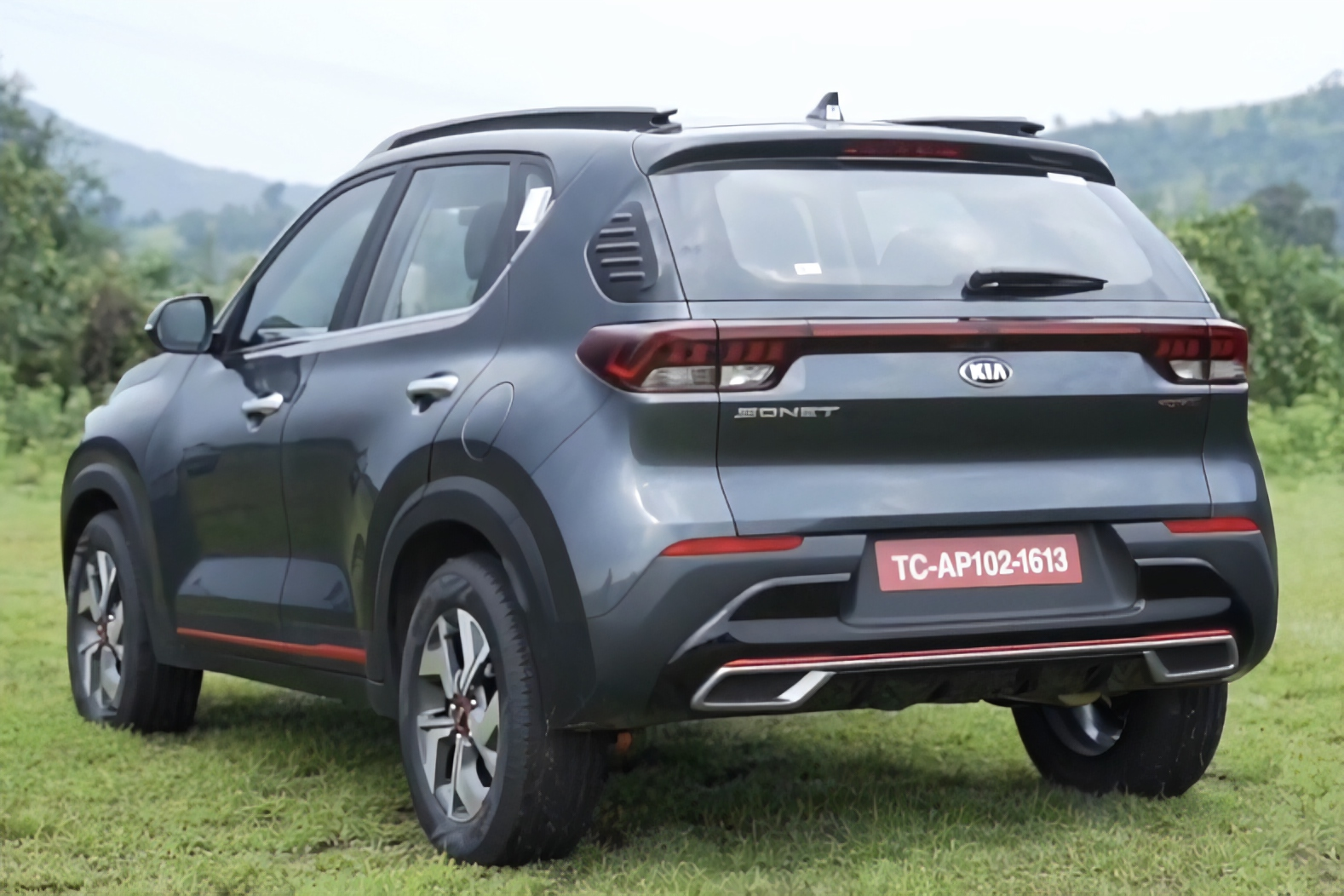
Kia Sonet GLS - tył

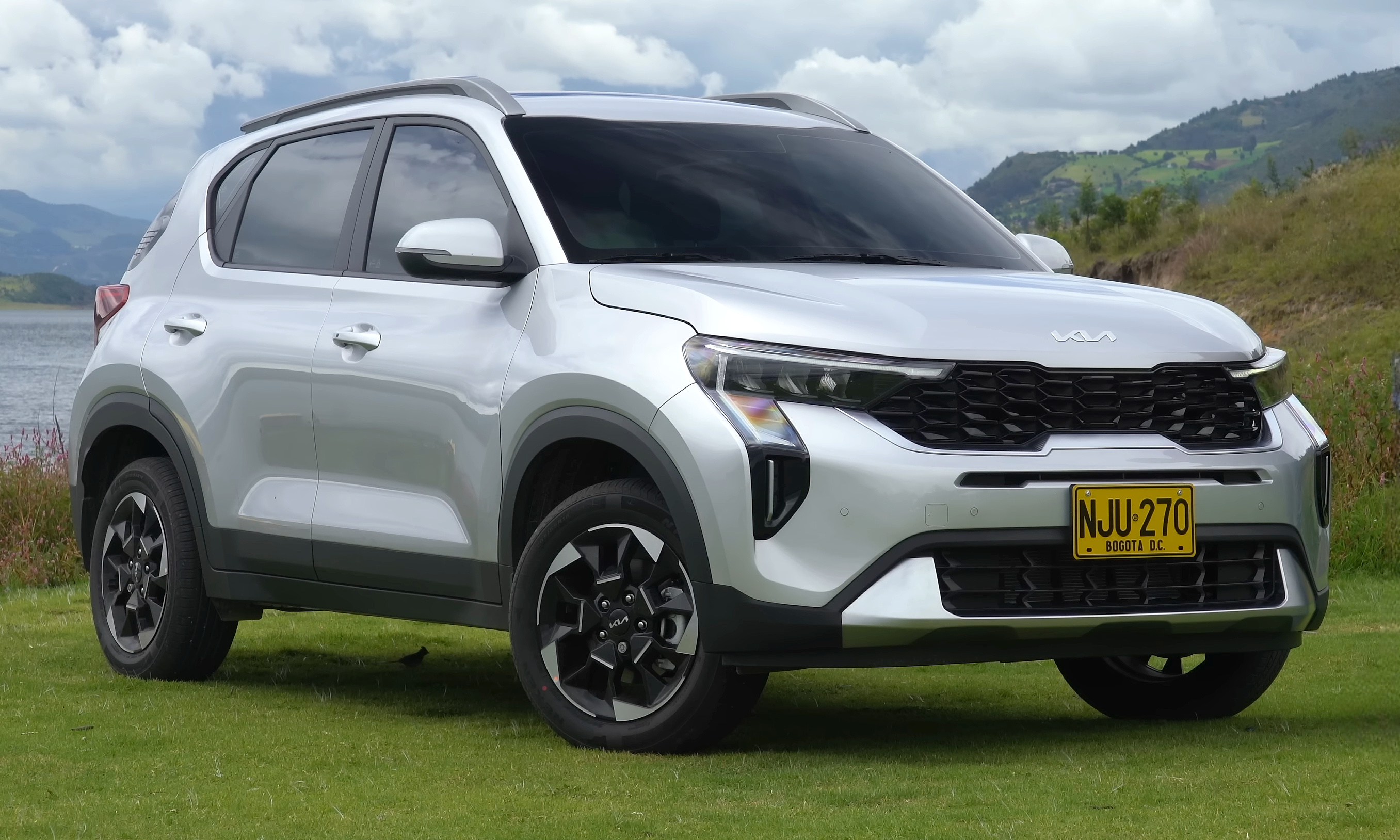
Kia Sonet po liftingu

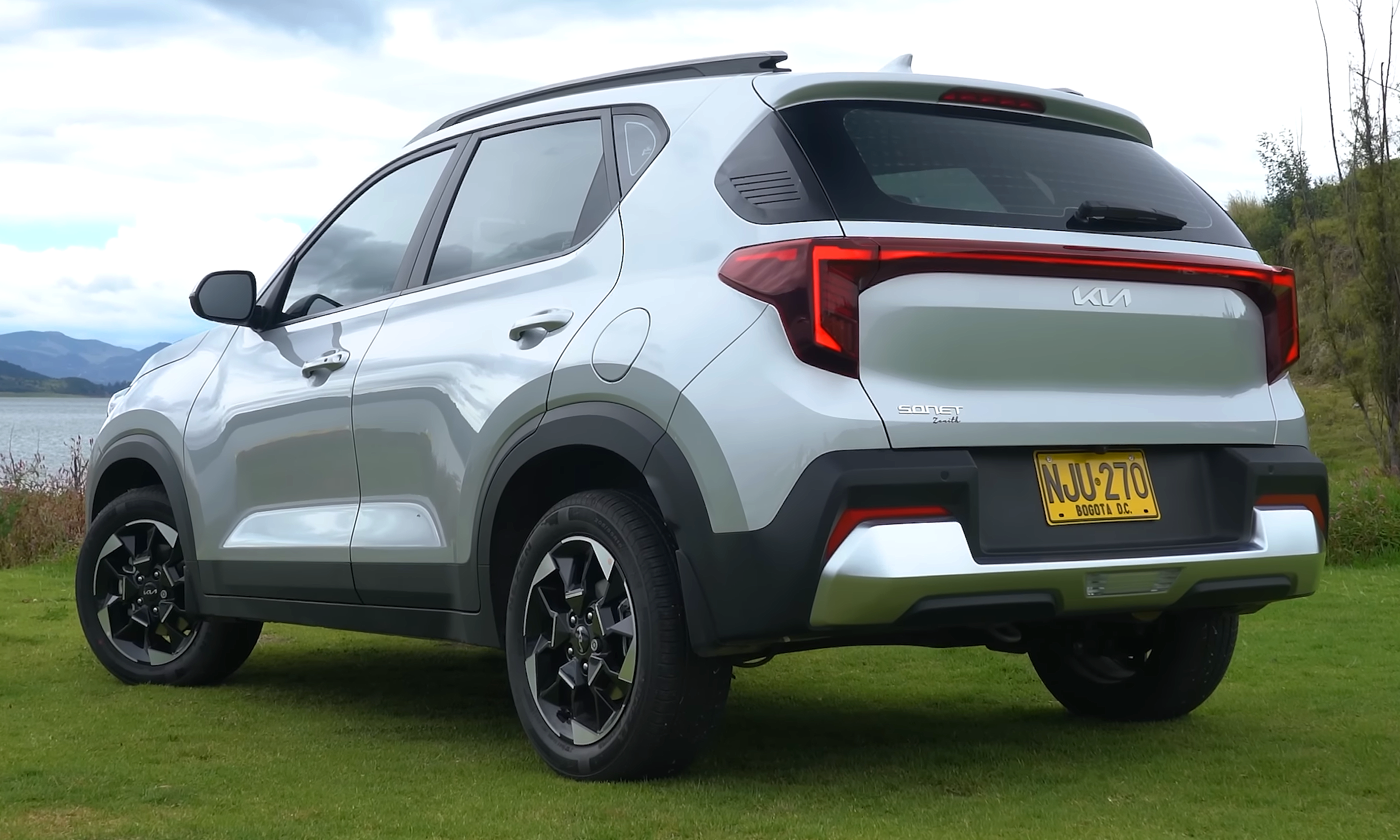
Kia Sonet - tył po liftingu

W lutym 2020 roku Kia przedstawiła w Indiach studyjną zapowiedź pierwszego modelu zbudowanego z myślą o tym rynku w postaci małego crossovera Sonet. Pół roku później, w sierpniu 2020 zadebiutowała seryjna wersja samochodu w znacznej części odtwarzająca stylizację prototypu.
Pod kątem stylistycznym pojazd upodobniono smukłą sylwetką nadwozia i akcentami stylistycznymi do większego modelu Seltos, a także debiutującego równocześnie topowego modelu Sorento. Do modelu Sorento upodobniona został także projekt deski rozdzielczej, z charakterystycznymi pionowymi nawiewami i wysoko umieszczonym 10,25-calowym ekranem dotykowym.
Formatem niewielkiego crossovera samochód stanowił odpowiedź na szybko rozwijający się segment tego typu pojazdów w Indiach, opierając się na płycie podłogowej przedstawionego rok wcześniej pokrewnego modelu Hyundai Venue.

### Lifting
W grudniu 2023 Kia Sonet przeszła obszerną restylizację. Samochód otrzymał szerszą osłonę chłodnicy, a także większe reflektory w kształcie bumerangów z charakterystycznymi łezkami pełniącymi funkcję oświetlenia LED. Przemodelowano jeszcze przedni i tylny zderzak, z kolei tylne lampy zyskły inne klosze oraz połączenie listwą świetlną LED. Wewnątrz przestylizowano panel klimatyzacji, a także zastosowano nową generację systemu multimedialnego.

### Sprzedaż
W pierwszej kolejności, Kia Sonet trafiła do sprzedaży w połowie września 2020 roku w Indiach, gdzie na potrzeby tego rynku ruszyła jej produkcja w nowych zakładach Kii w Anantapurze. W listopadzie 2020 roku Kia Sonet trafiła do sprzedaży w pierwszym kraju poza Indiami, poszerzając ofertę południowokoreańskiego producenta w Indonezji, a także w Brunei. W marcu 2021 roku ruszył eksport na rynki Bliskiego Wschodu, z kolei w połowie tego samego roku zasięg rynkowy Kii Sonet poszerzono także o RPA oraz kraje Ameryki Południowej jak Chile czy Kolumbia.

### Silnik
- R3 1.0 T-GDI
- R4 1.2l MPI
- R4 1.5l MPI
- R4 1.5l CRDI